# افرای گچی
افرای گچی (نام علمی: Acer leucoderme) نام یک گونه از سرده افرا است.